# Hugo Eisig
Hugo Eisig (* 20. Februar 1847 in Bruchsal; † 10. Februar 1920 in Zürich) war ein deutscher Zoologe, Meeresbiologe und Fachautor.

## Leben
Hugo Eisig war ein Sohn des Kaufmanns Wilhelm Eisig, der während der für eineinhalb Jahre dokumentierten Schulzeit des Sohnes am Münchner Maximiliansgymnasium als Kaufmann und explizit als „Agent der  Postschiffe nach Amerika“ tätig war. Als Geburtsort Hugo Eisigs ist hier „Landg. Bruchsal, Regierungsb. Mittelrheinkreis“ bzw. „Östringen in Baden“ vermerkt. Am 27. Dezember 1860 trat Hugo Eisig freiwillig und ohne Erhalt eines Zeugnisses aus dem Gymnasium aus.  Er studierte Naturwissenschaften an den Universitäten Heidelberg, Freiburg und Jena. Zu seinen akademischen Lehrern gehörte unter anderem der Zoologe Ernst Haeckel, der ab 1865 als Professor an der Universität Jena lehrte. 1869 promovierte Hugo Eisig an der Philosophischen Fakultät der Universität Jena.
Nachdem der Zoologe Anton Dohrn ab 1870 mit der Einrichtung der Zoologischen Station in Neapel zur Erforschung der Meeresfauna begonnen hatte, wurde Hugo Eisig 1871 einer seiner wissenschaftlichen Mitarbeiter, zeitweise Verwalter der Laboratorien und Rechnungsbeauftragter. Dohrn schätzte ihn vor allem auch gerade wegen seiner organisatorischen Fähigkeiten. Weitere Mitarbeiter waren unter anderem die Zoologen Nicolaus Kleinenberg (1842–1897), Paul Mayer und Arnold Lang. 1890 wurde Eisig zum Professor ernannt.
Nach Dohrns Tod (1909) übernahm sein Sohn Reinhard Dohrn die Leitung des Institutes mit Eisig als Vizedirektor. Nach Ausbruch des Ersten Weltkriegs mussten R. Dohrn und Eisig 1915 Italien verlassen und gingen ins Exil nach Zürich.
Eisigs Forschungsgebiet war die Grundlagenforschung zur Meeresbiologie mit dem Schwerpunkt Anatomie und Embryologie der Ringelwürmer. Seine Veröffentlichungen erschienen in zahlreichen Fachzeitschriften, darunter in den von 1879 bis 1915 vom Institut herausgegebenen „Mitteilungen aus der Zoologischen Station zu Neapel“. Er stand mit vielen Fachkollegen im wissenschaftlichen Austausch, so mit Max Fürbringer, Ernst Heinrich Ehlers und Johann Wilhelm Spengel. Nach ihm benannt wurden die Spezies Cerebratulus eisigii (Hubrecht, 1880) und Centroderes eisigii (Zelinka, 1928).

## Schriften
- Monographie der Capitelliden des Golfes von Neapel und der angrenzenden Meeresabschnitte, nebst Untersuchungen zur vergleichenden Anatomie und Physiologie. Mit 37 Tafeln in Lithographie und 20 Holzschnitten. R. Friedländer & Sohn, Berlin 1887.
- Ichthyotomus sanguinarius, eine auf Aalen schmarotzende Annelide. Mit 34 Figuren im Text und 10 Tafeln. R. Friedländer & Sohn, Berlin 1906.
- Arnold Lang und die Zoologische Station in Neapel 1878–1885, Separatabdruck aus Haeckel, Ernst, Karl Hescheler und Hugo Eisig: Aus dem Leben und Wirken von Arnold Lang. Dem Andenken des Freundes und Lehrers gewidmet. Gustav Fischer, Jena 1916.
- Beiträge zur Anatomie und Entwicklungsgeschichte der Geschlechtsorgane von Lymnaeus, in: Zeitschrift für wissenschaftliche Zoologie, Bd. 19, H. 3, Wilhelm Engelmann, Leipzig 1869.
- Die Segmentalorgane der Capitelliden, in: Mittheilungen aus der Zoologischen Station zu Neapel, Bd. 1, H. 1. Wilhelm Engelmann, Leipzig 1878, S. 93–118.
- Biologische Studien, in: Kosmos, 1882–84.
- Zur Entwicklungsgeschichte der Capitelliden, in: Mittheilungen aus der Zoologischen Station zu Neapel, Bd. 13, 1. und 2. Heft (17. Mai 1898). R. Friedländer & Sohn, Berlin 1899, S. 1–291.
- Zur Systematik, Anatomie und Morphologie der Ariciiden nebst Beiträgen zur generellen Systematik, in: Mitteilungen aus der Zoologischen Station zu Neapel, Bd. 21, H. 6 (30. Juli 1914). R. Friedländer & Sohn, Berlin 1913–1914, S. 153–600.